# Myrmecia cephalotes
Espèce
Myrmecia cephalotes est une espèce de fourmi originaire d'Australie. Les plus fortes populations de cette fourmi géante se trouvent dans le sud du pays, surtout dans l'État d'Australie-Méridionale.
L'espèce est décrite pour la première fois en 1943.

## Nom vernaculaire et classement
Du fait de son agressivité, cet insecte social est aussi connu sous le nom vernaculaire de « fourmi bouledogue ».
La fourmi bouledogue appartient au genre Myrmecia, à la sous-famille Myrmeciinae.
La plupart des ancêtres des fourmis du genre Myrmecia n'ont été retrouvés que dans des fossiles, à l’exception de Nothomyrmecia macrops, seul parent vivant actuellement.

## Biologie
La taille des ouvrières de l'espèce Myrmecia cephalotes varie de 13 à 15 mm de long ; les reines peuvent atteindre 19 mm de long. Myrmecia cephalotes présente une tête et un abdomen noirs, des mandibules jaunes. Ses antennes, son thorax et ses pattes sont généralement d'un rouge tirant vers le jaunâtre. Son corps est couvert de poils épars et très fins, de couleur jaune,.

## Source de la traduction
- (en) Cet article est partiellement ou en totalité issu de l’article de Wikipédia en anglais intitulé « Myrmecia cephalotes » (voir la liste des auteurs).